# Вйонзовна (гміна)
Гміна Вйонзовна (пол. Gmina Wiązowna) — сільська гміна у центральній Польщі. Належить до Отвоцького повіту Мазовецького воєводства.
Станом на 31 грудня 2011 у гміні проживало 11275 осіб.

## Площа
Згідно з даними за 2007 рік площа гміни становила 102.12 км², у тому числі:
- орні землі: 57.00%
- ліси: 30.00%

Таким чином, площа гміни становить 16.60% площі повіту.

## Населення
Станом на 31 грудня 2011:
| Опис     | Загалом | Загалом | Чоловіки | Чоловіки | Жінки | Жінки |
| -------- | ------- | ------- | -------- | -------- | ----- | ----- |
| одиниця  | осіб    | %       | осіб     | %        | осіб  | %     |
| все      | 11275   | 100     | 5544     | 49.17    | 5731  | 50.83 |
| міське   | 0       | 100     | 0        |          | 0     |       |
| сільське | 11275   | 100     | 5544     | 49.17    | 5731  | 50.83 |

## Сусідні гміни
Гміна Вйонзовна межує з такими гмінами: Галінув, Дембе-Вельке, Колбель, Мінськ-Мазовецький, Отвоцьк, Сулеювек, Целестинув, Юзефув.